# Комаргород

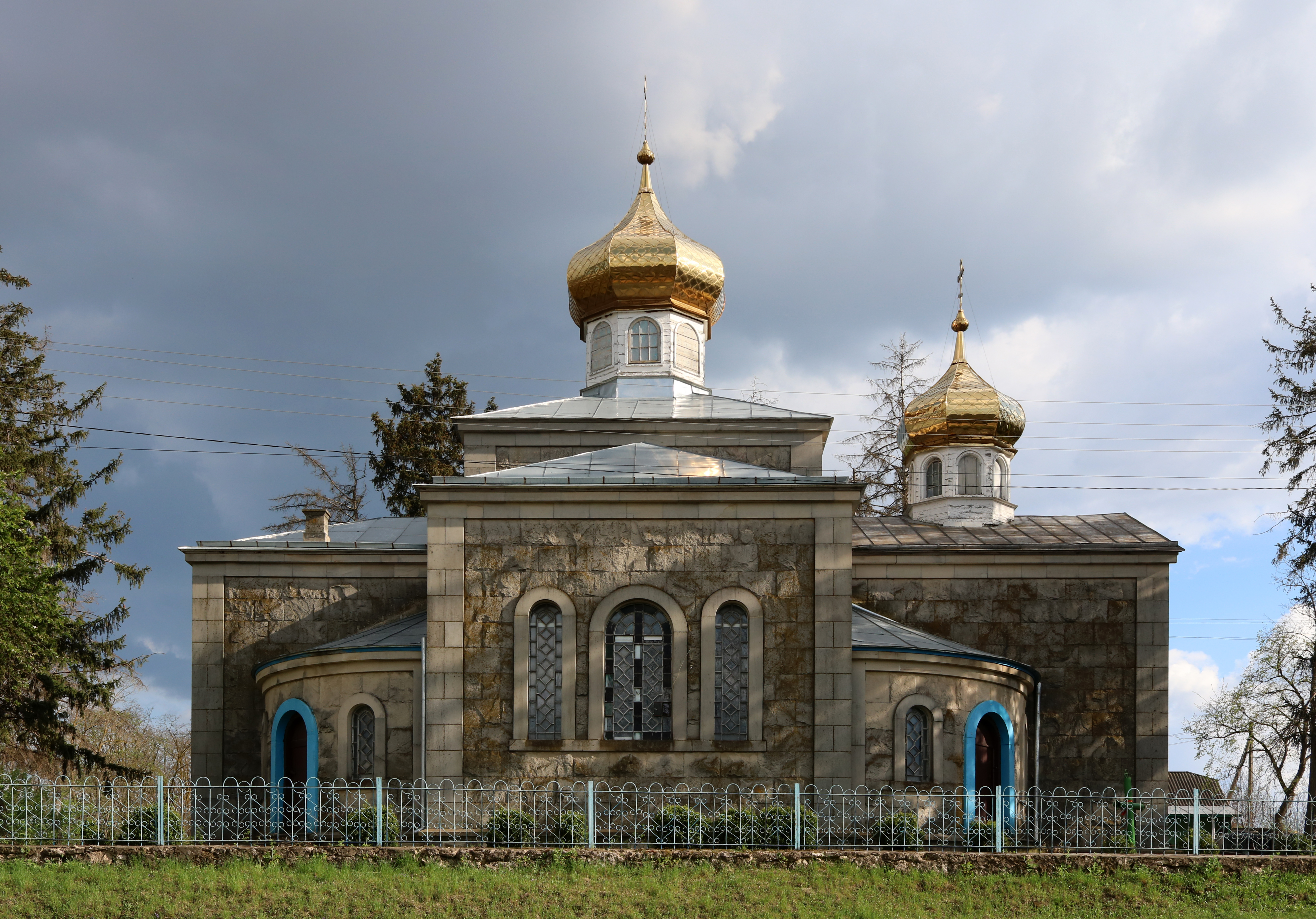
Комаргород. Церква Різдва Пресвятої Богородиці

Кома́ргород — село в Україні, у Томашпільській селищній громаді Тульчинського району Вінницької області. Населення становить 2469 осіб.

## Історія

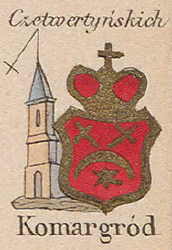
Комаргород на мапі Зигмунда Герстмана

Колишнє містечко Комаргородок Ямпільського повіту. За даними «Географічного словника Королівства Польського», засноване на території, якою володіли шляхтичі Шашкевичі. За Каспером Несецьким, засновником міста був представник роду шляхтичів Комарів Комар Забожинський, але при цьому не вказує дати.
За версією Володимира Антоновича, з містечка родом ватажок гайдамаків Чалий Сава, який до повстання був тут сотником надвірної міліції дідича — князя Четвертинського.
7 (20) листопада 1917 року, відповідно до Третього Універсалу Української Центральної Ради, увійшло до складу Української Народної Республіки.
12 червня 2020 року, відповідно до Розпорядження Кабінету Міністрів України від № 707-р «Про визначення адміністративних центрів та затвердження територій територіальних громад Вінницької області», увійшло до складу Томашпільської селищної громади.
19 липня 2020 року, в результаті адміністративно-територіальної реформи та ліквідації Томашпільського району, увійшло до складу новоутвореного Тульчинського району.

## Населення

### Мова
Розподіл населення за рідною мовою за даними перепису 2001 року:
| Мова            | Кількість | Відсоток |
| --------------- | --------- | -------- |
| українська      | 2442      | 98.91%   |
| російська       | 12        | 0.49%    |
| румунська       | 9         | 0.36%    |
| білоруська      | 3         | 0.12%    |
| вірменська      | 1         | 0.04%    |
| інші/не вказали | 2         | 0.08%    |
| Усього          | 2469      | 100%     |

## Пам'ятки
Будівля Комаргородського професійного аграрного ліцею Вінницької області (колишній панський палац Четвертинських-Балашових) у стилі швейцарського шале — пам'ятка архітектури місцевого значення. Комаргородський парк навколо палацу, закладений наприкінці ХІХ ст. — пам'ятка садово-паркового мистецтва.

## Особистості
- Спориш Іван Дмитрович — український політик, народний депутат України.
- Чалий Сава[7] (р.н. невідомий — 1741) — полковник надвірного війська магнатів Потоцьких. Деякий час був на Запорозькій Січі, пізніше служив сотником надвірного загону польських князів Четвертинських. У 1734 Чалий приєднався до гайдамацького загону під проводом сотника Верлана, який іменував його полковником. Після придушення повстання у 1736 знову склав присягу на вірність Польщі. З 1738 — полковник надвірного війська магнатів Потоцьких у Немирові (тепер Вінницька область). У 1741 викрадений зі свого маєтку і страчений за вироком гайдамацької ради у загоні повстанського ватажка Гната Голого.
- Яницький Олександр Миколайович — український біофізик.